# Otterwisch
Otterwisch är en kommun och ort i Landkreis Leipzig i förbundslandet Sachsen i Tyskland. Kommunen har cirka 1 400 invånare.
Kommunen ingår i förvaltningsområdet Bad Lausick tillsammans med staden Bad Lausick.